# A Silvia (album)
A Silvia è il primo album del cantautore Renzo Zenobi, pubblicato nel 1976 dall'etichetta discografica RCA.

## Descrizione
Album pubblicato dopo la firma del contratto con la RCA e prodotto da Francesco De Gregori, amico di Zenobi, il quale aveva suonato in due album di De Gregori .
Musica e testi di tutte le canzoni sono di Renzo Zenobi.
Il singolo estratto da questo album è Silvia/Gioco.
La Silvia del titolo è la cantautrice fiorentina Silvia Draghi amica di Renzo.

## Tracce

### Lato A
Testi e musiche di Renzo Zenobi.
1. A Silvia – 4:40
2. Cascate – 3:03
3. Donne di domenica – 3:05
4. Parole che si usano solo dopo cena – 3:44
5. Un uomo di stelle – 2:56

Durata totale: 17:28

### Lato B
Testi e musiche di Renzo Zenobi.
1. I pescatori – 4:55
2. Gioco – 3:58
3. Canzone ad un fiore – 3:55
4. Riflessi – 3:30
5. Il guerrafondaio – 2:47

Durata totale: 19:05